# Inline-Speedskating-Weltmeisterschaften

FIRS-Logo

Die Inline-Speedskating-Weltmeisterschaften  sind das jährlich stattfindende Großereignis für die besten Speedskater der Welt. Die Weltmeisterschaften werden vom Rollsport-Weltverband Fédération Internationale de Roller Sports – FIRS vergeben und überwacht.
In den 1990er Jahren fand ein gravierender Wechsel statt, als die klassischen Rollschuhe (Rollschnelllauf) von den neuartigen Inline-Skates verdrängt wurden. Nach einer Übergangszeit, in der beide Sportgeräte benutzt werden konnten, lief kaum noch jemand mit Rollschuhen (Es ist bis heute erlaubt, mit Rollschuhen bei Wettkämpfen zu starten).
Anfänglich wurde der Wettkampf-Kurs, auf dem die Weltmeisterschaften ausgetragen wurden, jährlich zwischen einem Bahn- zu einem Straßen-Kurs gewechselt. Ab 1992 kamen Langstreckenrennen (Inlinemarathon) hinzu, die auf einem Stadtkurs ausgetragen werden. Seit 1994 werden sowohl Bahn- als auch Straßen-Meisterschaften im selben Jahr und zumeist in derselben Stadt, unterbrochen durch einen Ruhetag, ausgetragen.
Der erfolgreichste Sportler der Weltmeisterschaften ist der US-amerikanische Ausnahmeathlet Chad Hedrick. In seiner Karriere errang er zwischen 1994 und 2002 50 Weltmeistertitel sowie Silber- und Bronzemedaillen. Er erlangte dadurch Berühmtheit, dass er einen eigentümlichen Laufstil beherrscht. Dieser Stil, anfänglich „chad“ genannt, wurde später unter der Bezeichnung Double-Push bekannt und das technische Ziel eines jeden ambitionierten Inline-Speedskaters.

## Austragungsorte
| Jahr | Austragungsort(e) |
| ---- | ----------------- |
| 1989 | Hastings          |
| 1990 | Bello             |
| 1991 | Ostende           |
| 1992 | Rom               |
| 1993 | Colorado Springs  |
| 1994 | Gujan-Mestras     |
| 1995 | Perth             |
| 1996 | Mirano und Padua  |
| 1997 | Mar del Plata     |
| 1998 | Pamplona          |
| 1999 | Santiago de Chile |
| 2000 | Barrancabermeja   |
| 2001 | Valence d’Agen    |
| 2002 | Ostende           |
| 2003 | Barquisimeto      |

| Jahr | Austragungsort(e)                          |
| ---- | ------------------------------------------ |
| 2004 | L’Aquila, Sulmona und Pescara              |
| 2005 | Suzhou                                     |
| 2006 | Anyang                                     |
| 2007 | Cali                                       |
| 2008 | Gijón                                      |
| 2009 | Haining                                    |
| 2010 | Guarne                                     |
| 2011 | Yeosu                                      |
| 2012 | Ascoli Piceno und San Benedetto del Tronto |
| 2013 | Ostende                                    |
| 2014 | Rosario                                    |
| 2015 | Kaohsiung                                  |
| 2016 | Nanjing                                    |
| 2017 | Nanjing                                    |
| 2018 | Heerde und Arnheim                         |

| Jahr | Austragungsort(e)            |
| ---- | ---------------------------- |
| 2019 | Barcelona                    |
| 2021 | Ibagué                       |
| 2022 | Buenos Aires                 |
| 2023 | Vicenza, Montecchio Maggiore |